# Amorft kol

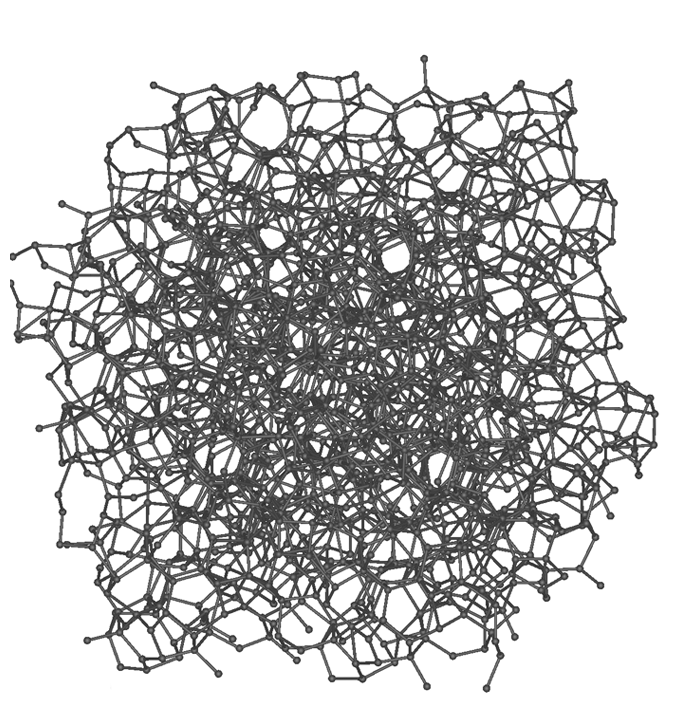
En modell av amorft kol

Amorft kol är en allotrop av grundämnet kol. I amorft kol befinner sig kolatomerna utan speciell inbördes ordning, till skillnad mot till exempel i grafit, där atomerna ligger ordnade i lager. Ordet amorf betyder formlös. Amorfa kolmaterial kan stabiliseras genom att avsluta dangling π-bindningar med väte. Liksom hos andra amorfa fasta ämnen kan viss kortdistansordning observeras. Amorft kol förkortas ofta till aC för allmänt amorft kol, aC:H eller HAC för hydrerat amorft kol, eller till ta-C för tetraedriskt amorft kol (även kallat diamantliknande kol).
Exempel där amorft kol förekommer är träkol, koks, sot och aktivt kol. Det finns också vissa bergarter som innehåller amorft kol till exempel antracit och stenkol.

## Mineralogi
Inom mineralogin är amorft kol den benämning som används för kol, karbidhärlett kol och andra orena former av kol som varken är grafit eller diamant. I kristallografisk mening är materialen dock inte riktigt amorfa utan snarare polykristallina material av grafit eller diamant i en amorf kolmatris. Exempel där amorft kol förekommer är träkol, koks, sot och aktivt kol. Det finns också vissa bergarter som innehåller amorft kol till exempel antracit och stenkol. Kommersiellt kol innehåller vanligtvis också betydande mängder andra element, som också kan bilda kristallina föroreningar.

## Amorft kol i modern vetenskap
Med utvecklingen av moderna tunnfilmsdepositions- och tillväxttekniker under senare hälften av 1900-talet, såsom kemisk ångdeposition, sputteravsättning och katodisk bågavsättning, blev det möjligt att tillverka verkligt amorfa kolmaterial.
Verkligt amorft kol har lokaliserat π-elektroner (i motsats till de aromatiska π-bindningarna i grafit) och dess bindningar bildas med längder och avstånd som är oförenliga med någon annan allotrop av kol. Den innehåller också en hög koncentration av dangling-bindningar. Dessa orsakar avvikelser i interatomiskt avstånd (mätt med diffraktion) på mer än 5 procent samt märkbar variation i bindningsvinkeln.
Egenskaperna hos amorfa kolfilmer varierar beroende på parametrarna som används under avsättningen. Den primära metoden för att karakterisera amorft kol är genom förhållandet mellan sp2- och sp3-hybridiserade bindningar närvarande i materialet. Även om karakteriseringen av amorfa kolmaterial med hjälp av sp2-/sp3-förhållandet kan tyckas tyda på ett endimensionellt intervall av egenskaper mellan grafit och diamant, är detta definitivt inte fallet. Forskning pågår för närvarande om sätt att karakterisera och utöka utbudet av egenskaper som erbjuds av amorfa kolmaterial.
Alla praktiska former av hydrerat kol (t.ex. rök, skorstenssot, utvunnet kol som bitumen och antracit) innehåller stora mängder polycyklisk aromatisk kolvätetjära och är därför nästan säkert cancerframkallande.

## Q-kol
Q-kol, förkortning för släckt kol, påstås vara en typ av amorft kol som är ferromagnetiskt, elektriskt ledande, hårdare än diamant, och kan uppvisa högtemperatursupraledning. En forskargrupp ledd av professor Jagdish Narayan vid North Carolina State University tillkännagav 2015 upptäckten av Q-kol. De har publicerat många artiklar om syntes och karakterisering av Q-kol, men i slutet av 2020 fanns det ingen oberoende experimentell bekräftelse av detta ämne och dess egenskaper.
Enligt forskarna uppvisar Q-kol en slumpmässig amorf struktur som är en blandning av 3-vägs (sp2) och 4-vägs (sp3) bindning, snarare än den enhetliga sp3-bindningen som finns i diamanter. Kol smälts med hjälp av nanosekunders laserpulser och släcks sedan snabbt för att bilda Q-kol, eller en blandning av Q-kol och diamant. Q-kol kan fås att anta flera former, från nanonålar till diamantfilmer med stor yta. Forskarna rapporterade också skapandet av kvävevakansnanodiamanter och Q-bornitrid (Q-BN), liksom omvandlingen av kol till diamant och h-BN till c-BNvid omgivningstemperaturer och lufttryck. Gruppen erhöll patent på q-material och avsåg att kommersialisera dem.
År 2018 använde ett team vid University of Texas i Austin simuleringar för att visa teoretiska förklaringar av de rapporterade egenskaperna hos Q-kol, såsom högtemperatursupraledning, ferromagnetism och hårdhet. Men deras simuleringar har dock fortfarande inte verifierats (2022) av andra forskare. 

## Övriga kolallotroper
- Grafit
- Diamant
- Fulleren
- Grafen
- Nanorör (räknas ibland som variant på fulleren, ibland som hoprullat grafen)
- Kimrök
- Sot